# Parafia św. Joanny de Chantal na Brooklynie
Parafia św. Joanny de Chantal w Borough Park (ang. St. Frances De Chantal Parish) – parafia rzymskokatolicka położona w dzielnicy Brooklyn, Borough Park, w stanie Nowy Jork w Stanach Zjednoczonych.
Jest ona wieloetniczną parafią w diecezji Brooklyn, z mszą św. w j. polskim dla polskich imigrantów.
Ustanowiona w 1891 roku i dedykowana św. Joannie de Chantal.
Od 1998 roku nadzór klerycki nad parafią sprawują pallotyni.